# Eria farinosa
Eria farinosa är en orkidéart som beskrevs av Oakes Ames och Charles Schweinfurth. Eria farinosa ingår i släktet Eria och familjen orkidéer. Inga underarter finns listade i Catalogue of Life.